# Villers-le-Château
Villers-le-Château är en kommun i departementet Marne i regionen Grand Est (tidigare regionen Champagne-Ardenne) i nordöstra Frankrike. Kommunen ligger i kantonen Écury-sur-Coole som tillhör arrondissementet Châlons-en-Champagne. År 2022 hade Villers-le-Château 297 invånare.

## Befolkningsutveckling
Antalet invånare i kommunen Villers-le-Château
| Referens: INSEE |